# Fairbury (Nebraska)
Fairbury és una població dels Estats Units a l'estat de Nebraska. Segons el cens del 2000 tenia 4.262 habitants.

## Demografia
Segons el cens del 2000, Fairbury tenia 4.262 habitants, 1.884 habitatges, i 1.130 famílies. La densitat de població era de 861,6 habitants per km².
Dels 1.884 habitatges en un 24,1% hi vivien nens de menys de 18 anys, en un 49,2% hi vivien parelles casades, en un 7,4% dones solteres, i en un 40% no eren unitats familiars. En el 35,4% dels habitatges hi vivien persones soles el 22,2% de les quals corresponia a persones de 65 anys o més que vivien soles. El nombre mitjà de persones vivint en cada habitatge era de 2,17 i el nombre mitjà de persones que vivien en cada família era de 2,79.
Per edats la població es repartia de la següent manera: un 21,5% tenia menys de 18 anys, un 6,8% entre 18 i 24, un 22,5% entre 25 i 44, un 22% de 45 a 60 i un 27,3% 65 anys o més.
L'edat mediana era de 44 anys. Per cada 100 dones de 18 o més anys hi havia 81,7 homes.
La renda mediana per habitatge era de 29.261 $ i la renda mediana per família de 37.778 $. Els homes tenien una renda mediana de 26.955 $ mentre que les dones 16.955 $. La renda per capita de la població era de 17.337 $. Aproximadament el 10,2% de les famílies i el 10,2% de la població estaven per davall del llindar de pobresa.

## Poblacions més properes
El següent diagrama mostra les poblacions més properes.